# En passant
För andra betydelser, se En passant (olika betydelser).
Den här artikeln använder algebraisk schacknotation för att beskriva schackdragen.

En animation över hur en passant kan se ut: 1...d5 och sen
2.Bxd6e.p.

En passant (franska: [ɑ̃ pasˈɑ̃]; 'i förbigående') är drag i schack. Det är ett specialdrag där motståndarens bonde under vissa omständigheter kan tas, som endast kan utföras direkt efter att motståndaren flyttat två steg med bonden från dess startposition; som om motståndarens bonde i själva verket endast gått ett steg. Draget kan endast genomföras av en bonde. Andra pjäser som kan ta samma ruta kan inte ta en bonde en passant.  

## Historia
En passant-regeln infördes för att förhindra att regeln att bönder får inleda med att gå två steg missbrukas. Tvåstegsregeln infördes i sin tur för att snabba upp spelinledningen.

## Genomförande
En passant kan genomföras av den ena spelaren, A (vit i exemplet), direkt efter att motståndaren, B (svart i exemplet), flyttat en av sina bönder två steg och hamnat jämsides med en av A:s bönder. Om B endast hade gått ett steg hade A kunna ta bonden. En passant-regeln tillåter att detta motdrag ändå kan genomföras, som om B bara hade gått ett steg. Draget måste genomföras av A omedelbart efter att B gått två steg. Det får alltså inte spelas andra drag där emellan.
|   | a                             | b                             | c                             | d                             | e                             | f                             | g                             | h                             |   |
| 8 | f7 svart bonde · e5 vit bonde | f7 svart bonde · e5 vit bonde | f7 svart bonde · e5 vit bonde | f7 svart bonde · e5 vit bonde | f7 svart bonde · e5 vit bonde | f7 svart bonde · e5 vit bonde | f7 svart bonde · e5 vit bonde | f7 svart bonde · e5 vit bonde | 8 |
| 7 | f7 svart bonde · e5 vit bonde | f7 svart bonde · e5 vit bonde | f7 svart bonde · e5 vit bonde | f7 svart bonde · e5 vit bonde | f7 svart bonde · e5 vit bonde | f7 svart bonde · e5 vit bonde | f7 svart bonde · e5 vit bonde | f7 svart bonde · e5 vit bonde | 7 |
| 6 | f7 svart bonde · e5 vit bonde | f7 svart bonde · e5 vit bonde | f7 svart bonde · e5 vit bonde | f7 svart bonde · e5 vit bonde | f7 svart bonde · e5 vit bonde | f7 svart bonde · e5 vit bonde | f7 svart bonde · e5 vit bonde | f7 svart bonde · e5 vit bonde | 6 |
| 5 | f7 svart bonde · e5 vit bonde | f7 svart bonde · e5 vit bonde | f7 svart bonde · e5 vit bonde | f7 svart bonde · e5 vit bonde | f7 svart bonde · e5 vit bonde | f7 svart bonde · e5 vit bonde | f7 svart bonde · e5 vit bonde | f7 svart bonde · e5 vit bonde | 5 |
| 4 | f7 svart bonde · e5 vit bonde | f7 svart bonde · e5 vit bonde | f7 svart bonde · e5 vit bonde | f7 svart bonde · e5 vit bonde | f7 svart bonde · e5 vit bonde | f7 svart bonde · e5 vit bonde | f7 svart bonde · e5 vit bonde | f7 svart bonde · e5 vit bonde | 4 |
| 3 | f7 svart bonde · e5 vit bonde | f7 svart bonde · e5 vit bonde | f7 svart bonde · e5 vit bonde | f7 svart bonde · e5 vit bonde | f7 svart bonde · e5 vit bonde | f7 svart bonde · e5 vit bonde | f7 svart bonde · e5 vit bonde | f7 svart bonde · e5 vit bonde | 3 |
| 2 | f7 svart bonde · e5 vit bonde | f7 svart bonde · e5 vit bonde | f7 svart bonde · e5 vit bonde | f7 svart bonde · e5 vit bonde | f7 svart bonde · e5 vit bonde | f7 svart bonde · e5 vit bonde | f7 svart bonde · e5 vit bonde | f7 svart bonde · e5 vit bonde | 2 |
| 1 | f7 svart bonde · e5 vit bonde | f7 svart bonde · e5 vit bonde | f7 svart bonde · e5 vit bonde | f7 svart bonde · e5 vit bonde | f7 svart bonde · e5 vit bonde | f7 svart bonde · e5 vit bonde | f7 svart bonde · e5 vit bonde | f7 svart bonde · e5 vit bonde | 1 |
|   | a                             | b                             | c                             | d                             | e                             | f                             | g                             | h                             |   |

|   | a                             | b                             | c                             | d                             | e                             | f                             | g                             | h                             |   |
| 8 | e5 vit bonde · f5 svart bonde | e5 vit bonde · f5 svart bonde | e5 vit bonde · f5 svart bonde | e5 vit bonde · f5 svart bonde | e5 vit bonde · f5 svart bonde | e5 vit bonde · f5 svart bonde | e5 vit bonde · f5 svart bonde | e5 vit bonde · f5 svart bonde | 8 |
| 7 | e5 vit bonde · f5 svart bonde | e5 vit bonde · f5 svart bonde | e5 vit bonde · f5 svart bonde | e5 vit bonde · f5 svart bonde | e5 vit bonde · f5 svart bonde | e5 vit bonde · f5 svart bonde | e5 vit bonde · f5 svart bonde | e5 vit bonde · f5 svart bonde | 7 |
| 6 | e5 vit bonde · f5 svart bonde | e5 vit bonde · f5 svart bonde | e5 vit bonde · f5 svart bonde | e5 vit bonde · f5 svart bonde | e5 vit bonde · f5 svart bonde | e5 vit bonde · f5 svart bonde | e5 vit bonde · f5 svart bonde | e5 vit bonde · f5 svart bonde | 6 |
| 5 | e5 vit bonde · f5 svart bonde | e5 vit bonde · f5 svart bonde | e5 vit bonde · f5 svart bonde | e5 vit bonde · f5 svart bonde | e5 vit bonde · f5 svart bonde | e5 vit bonde · f5 svart bonde | e5 vit bonde · f5 svart bonde | e5 vit bonde · f5 svart bonde | 5 |
| 4 | e5 vit bonde · f5 svart bonde | e5 vit bonde · f5 svart bonde | e5 vit bonde · f5 svart bonde | e5 vit bonde · f5 svart bonde | e5 vit bonde · f5 svart bonde | e5 vit bonde · f5 svart bonde | e5 vit bonde · f5 svart bonde | e5 vit bonde · f5 svart bonde | 4 |
| 3 | e5 vit bonde · f5 svart bonde | e5 vit bonde · f5 svart bonde | e5 vit bonde · f5 svart bonde | e5 vit bonde · f5 svart bonde | e5 vit bonde · f5 svart bonde | e5 vit bonde · f5 svart bonde | e5 vit bonde · f5 svart bonde | e5 vit bonde · f5 svart bonde | 3 |
| 2 | e5 vit bonde · f5 svart bonde | e5 vit bonde · f5 svart bonde | e5 vit bonde · f5 svart bonde | e5 vit bonde · f5 svart bonde | e5 vit bonde · f5 svart bonde | e5 vit bonde · f5 svart bonde | e5 vit bonde · f5 svart bonde | e5 vit bonde · f5 svart bonde | 2 |
| 1 | e5 vit bonde · f5 svart bonde | e5 vit bonde · f5 svart bonde | e5 vit bonde · f5 svart bonde | e5 vit bonde · f5 svart bonde | e5 vit bonde · f5 svart bonde | e5 vit bonde · f5 svart bonde | e5 vit bonde · f5 svart bonde | e5 vit bonde · f5 svart bonde | 1 |
|   | a                             | b                             | c                             | d                             | e                             | f                             | g                             | h                             |   |

|   | a            | b            | c            | d            | e            | f            | g            | h            |   |
| 8 | f6 vit bonde | f6 vit bonde | f6 vit bonde | f6 vit bonde | f6 vit bonde | f6 vit bonde | f6 vit bonde | f6 vit bonde | 8 |
| 7 | f6 vit bonde | f6 vit bonde | f6 vit bonde | f6 vit bonde | f6 vit bonde | f6 vit bonde | f6 vit bonde | f6 vit bonde | 7 |
| 6 | f6 vit bonde | f6 vit bonde | f6 vit bonde | f6 vit bonde | f6 vit bonde | f6 vit bonde | f6 vit bonde | f6 vit bonde | 6 |
| 5 | f6 vit bonde | f6 vit bonde | f6 vit bonde | f6 vit bonde | f6 vit bonde | f6 vit bonde | f6 vit bonde | f6 vit bonde | 5 |
| 4 | f6 vit bonde | f6 vit bonde | f6 vit bonde | f6 vit bonde | f6 vit bonde | f6 vit bonde | f6 vit bonde | f6 vit bonde | 4 |
| 3 | f6 vit bonde | f6 vit bonde | f6 vit bonde | f6 vit bonde | f6 vit bonde | f6 vit bonde | f6 vit bonde | f6 vit bonde | 3 |
| 2 | f6 vit bonde | f6 vit bonde | f6 vit bonde | f6 vit bonde | f6 vit bonde | f6 vit bonde | f6 vit bonde | f6 vit bonde | 2 |
| 1 | f6 vit bonde | f6 vit bonde | f6 vit bonde | f6 vit bonde | f6 vit bonde | f6 vit bonde | f6 vit bonde | f6 vit bonde | 1 |
|   | a            | b            | c            | d            | e            | f            | g            | h            |   |